# Бирюля (Кемеровская область)
Бирю́ля — упразднённый посёлок в Гурьевском районе Кемеровской области. Входил в состав Ур-Бедаревского сельсовета. Исключен из учётных данных в 2001 году.

## География
Посёлок Бирюля расположен в восточной части Гурьевского района в 1-м километре от автодороги 32Р-43 Кузбасс — Алтай.
Центральная часть бывшего населённого пункта расположена на высоте 248 метров над уровнем моря.

## История
Решением Кемеровского облисполкома № 366 от 16 ноября 1989 года зарегистрирован населённый пункт строителей железнодорожной линии станция Мереть — станция Среднесибирская Кемеровской железной дороги на территории Ур-Бедаревского сельсовета.
Указом Президиума Верховного Совета РСФСР от 5 мая 1991 года населённому пункту, возникшему на территории Гурьевского района, присвоено наименование — посёлок Бирюля.
Расселён в 1990-е годы. Предназначался как узловая железнодорожная станция, расформирован в связи с нехваткой средств. До соединения с алтайской железной дорогой не хватило построить 2 километра полотна. Существовала контактная сеть с подстанцией. В настоящее время железная дорога разобрана и на её месте построена автодорога Алтай — Кузбасс.